# Sućurska tvrđava
Tvrđava na u Gornjoj Bandi u Sućurju, ul. Fortica 11, predstavlja zaštićeno kulturno dobro.

## Opis dobra
Tvrđava je sagrađena 1613. god. u Gornjoj Bandi, značajna za vrijeme Kandijskog i Morejskog rata u 17. st. Spominje se ime graditelja Antonia Civrana. Sačuvao se natpis s pročelja kule s grbom mletačkog upravitelja Minia. Tvrđava se sastojala od kvadratne kule na dva kata s krovom na četiri vode i obzidanog dvorišta. Na južnom pročelju je u sredini zidina izbačena u obliku kvadratnog bastiona s pokosom, s uskim puškarnicama i tri topovska otvora. U 2. svjetskom ratu kula je bombardirana i srušena do temelja, kao i sjeverna zidina tvrđave.

## Zaštita
Pod oznakom Z-5155 zavedena je pod vrstom "nepokretna kulturna baština - pojedinačna", pravna statusa zaštićena kulturnog dobra, klasificirano kao "vojne i obrambene građevine".